# Kapalo Hilalang
Kapalo Hilalang is een bestuurslaag in het regentschap Padang Pariaman van de provincie West-Sumatra, Indonesië. Kapalo Hilalang telt 6325 inwoners (volkstelling 2010).